# Carles de Tortolon
Carles de Tortolon (en francès Charles de Tourtoulon) (Montpeller, 12 d'octubre de 1836 - Ais de Provença, 12 d'agost de 1913) fou un noble advocat i polític occitanista. La seva família eren nobles d'Orlhac, tenia la salut delicada i deixà aviat d'exercir el dret per a dedicar-se a investigar la història de la Catalunya medieval.
El 1869 fundà amb Anatòli Bocheriá, Francesc Camboliu, Pau Glèisa, i Aquiles Montèl la Société pour l'Étude des Langues Romanes, que comptà amb un col·laborador força activista Alfons Ròcaferrier. Aquesta Societat publicà des del 1870 la revista erudita i literària Revue des Langues Romanes. Fou l'equivalent a Montpeller del que fou Frederic Mistral a Provença, però la seva tasca fou més enciclopedista i erudita que no pas poètica. El 21 de maig de 1876 ell i Octavian Bringuièr van fer el primer mapa on es definien els límits lingüístics i ètnics d'Occitània.
Així, el 1877 fou convidat pels felibres a l'Assemblea General de la Mantenença de Montpeller on proposà reunificar Occitània sota el felibritge i l'occità sobre la base del dialecte llenguadocià, però comptà amb una forta oposició dels provençals. Més tard donaria suport a l'anomenat Felibre Llatí.
Poc abans de morir publicà les memòries Notes et souvenirs de quelqu'un qui ne fut rien.
Carles de TORTOLON, Jacme Ier le conquérant roi d'Aragon, Montpeller (en dos volums), 1863-1867.
Tortolon, C. Don Jaime I el Conquistador, rey de Aragón, València, 1874 (castellà)